# Pow-wow
Pour les articles homonymes, voir Pow wow (homonymie).
Un pow-wow est un rassemblement d'Autochtones. Il s'agissait traditionnellement d'un événement de célébration afin de se rassembler, et pour chacun de se rapprocher du noyau de la communauté et d’échanger en famille et entre amis annuellement après des longues périodes d'absences ou lors de célébration d'exploits guerriers. Aujourd'hui, il existe un véritable « circuit » des pow-wow qui sont devenus des manifestations festives et une occasion pour les Autochtones de faire vivre leur héritage culturel. Le pow-wow représente une fête de la rencontre et est toujours vu par les Autochtones comme un moment privilégié pour se rapprocher de la communauté.

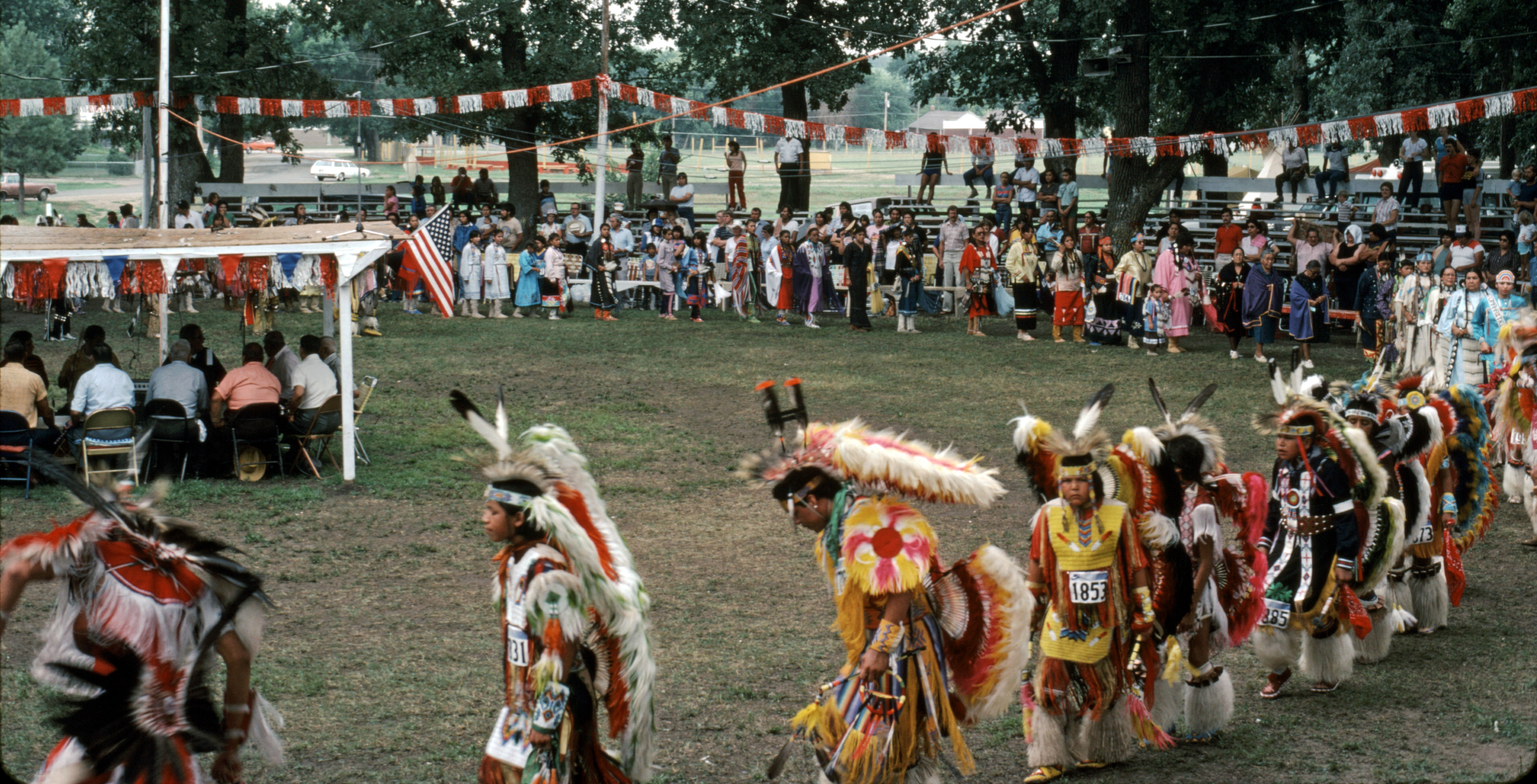
Pow-wow omaha, 1983.

## Histoire

### Étymologie
Le mot « pow-wow » est un dérivé du mot pau wau ou pauau, qui désigne un guide spirituel, une personne-médecine ou un rassemblement de meneurs spirituels dans la langue algonquienne. Les Américains d'origine européenne ont cru que ce mot représentait tout rassemblement autochtone et ils ont déformée sa prononciation en pow-wow. Finalement, apprenant la langue anglaise, les Natifs américains ont eux aussi commencé à utiliser ce terme, avec sa nouvelle prononciation et son nouveau sens.

### Origine
Plusieurs sources indiquent que les pow-wow prennent racine dans une cérémonie religieuse des Pawnees, et qu'elle était pratiquée il y a au moins 2 siècles. Les guerriers se réunissaient pour danser et célébrer leurs exploits et leur bonne fortune. Cette coutume aurait été reprise par la nation des Omahas, et se serait ensuite répandue aux autres nations natives américaines des grandes plaines. D'autres sources affirment que les pow-wow prennent leur origine dans une cérémonie faite par la Société de Guerriers appelée Grass Dancers.
Les premiers pow-wow modernes sont apparus il y a environ un siècle dans les réserves amérindiennes du Nord-Ouest des États-Unis et de l'Ouest canadien.

### Répression des danses autochtones au Canada et aux États-Unis
Les danses autochtones étaient mal perçues par les non-autochtones, qui y voyaient des danses de guerre. De plus, il était évident que ces cérémonies et ces danses jouaient un rôle majeur dans l'identité et la culture des Premières Nations, et qu'elles rendaient leur assimilation plus difficile, c'est pourquoi elles ont été la cible de répression par les gouvernements américains et canadiens. Les dirigeants des églises chrétiennes, quant à eux, s'opposaient avec force à toutes croyances religieuses traditionnelles et à leurs manifestations, telles les cérémonies et les danses.

#### Répression au Canada
Au Canada, les danses traditionnelles autochtones furent réprimées par le gouvernement pendant des décennies. L'amendement de 1880 apporté à la Loi sur les Indiens interdisait aux Natifs américains d'organiser, de participer ou même d'assister à une cérémonie traditionnelle appelée Potlatch ou à une danse appelée Tamanawas, sous peine d'incarcération.
L'amendement de 1895 apporté à la  même loi étendait cette interdiction pour y inclure, entre autres, toute danse, cérémonie ou festival natif américain durant lesquels les participants pouvaient recevoir des dons (tradition du « give away »).

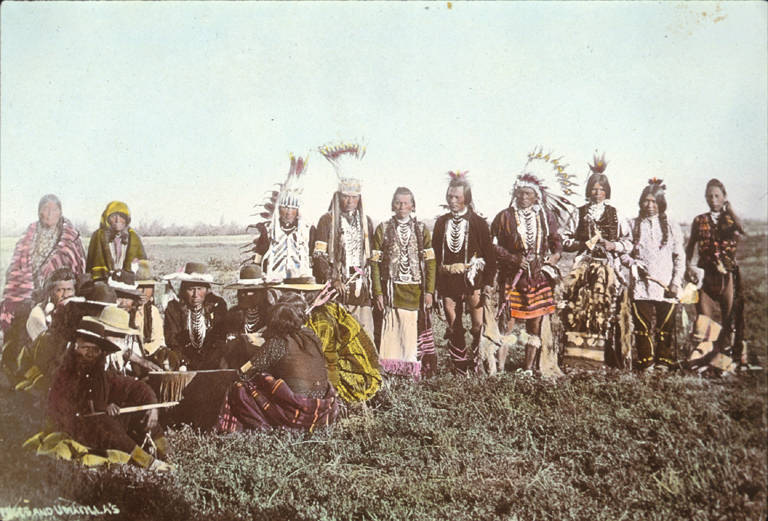
Hommes et femmes Nez-Percés et Umatillas, réunis pour un pow-wow en 1900.

À la suite de cet amendement et des répressions sévères qui en ont résulté, des leaders autochtones ont tenté de négocier avec le gouvernement canadien pour obtenir le droit de danser, promettant entre autres que les danses n'impliqueraient pas de cérémonie de dons, et qu'elles seraient écourtées pour se conformer aux jours traditionnels de repos des non-autochtones, soit les fins de semaine.
C'est ainsi que les danses ont repris sur les réserves, et comme cela attirait les touristes, les organisateurs de différentes foires et expositions ont encouragé la tenue de pow-wow lors de leurs événements, offrant des rations de nourriture ou de l'argent aux Amérindiens participants et à ceux qui exposaient des tipis. Ils organisaient des compétitions de danses et offraient des prix pour les plus belles regalia traditionnelles.
Ces changements ont permis de préserver des traditions, comme l'artisanat autochtone, la confection de vêtements en peau et le travail de perlage, et ont introduit la présence de compétitions dans les pow-wow. De nombreuses expositions au Canada ont ainsi encouragé les danses autochtones jusqu'à ce qu'un autre amendement soit apporté à la Loi sur les Indiens en 1914, interdisant cette fois les danses ou le port des vêtements de danse traditionnels en dehors des réserves sous peine de sanctions criminelles. Finalement, lors de l'amendement de 1925, le gouvernement canadien a interdit les pow-wow, la Danse du Soleil et la cérémonie de la tente à sudation.
Mais pendant ces années, et en dépit de ces menaces, des Amérindiens continuaient à pratiquer leurs danses en secret, et ont pu ainsi garder la tradition vivante.
Après la Seconde Guerre mondiale, plusieurs vétérans de guerre canadiens d'origine amérindienne ont demandé des changements dans la loi, notamment la liberté de religion et le droit de pratiquer leurs cérémonies et leurs danses traditionnelles. De plus, l'opinion de la population canadienne en général concernant les autochtones avait changé. En 1951, une refonte en profondeur de la Loi sur les Indiens fut faite, et parmi les changements qu'elle comportait, elle permit aux autochtones de tenir des pow-wow et des cérémonies en toute légalité au Canada.

#### Répression aux États-Unis
Le gouvernement américain a interdit les danses amérindiennes de 1880 à 1934.

### Festivals culturels

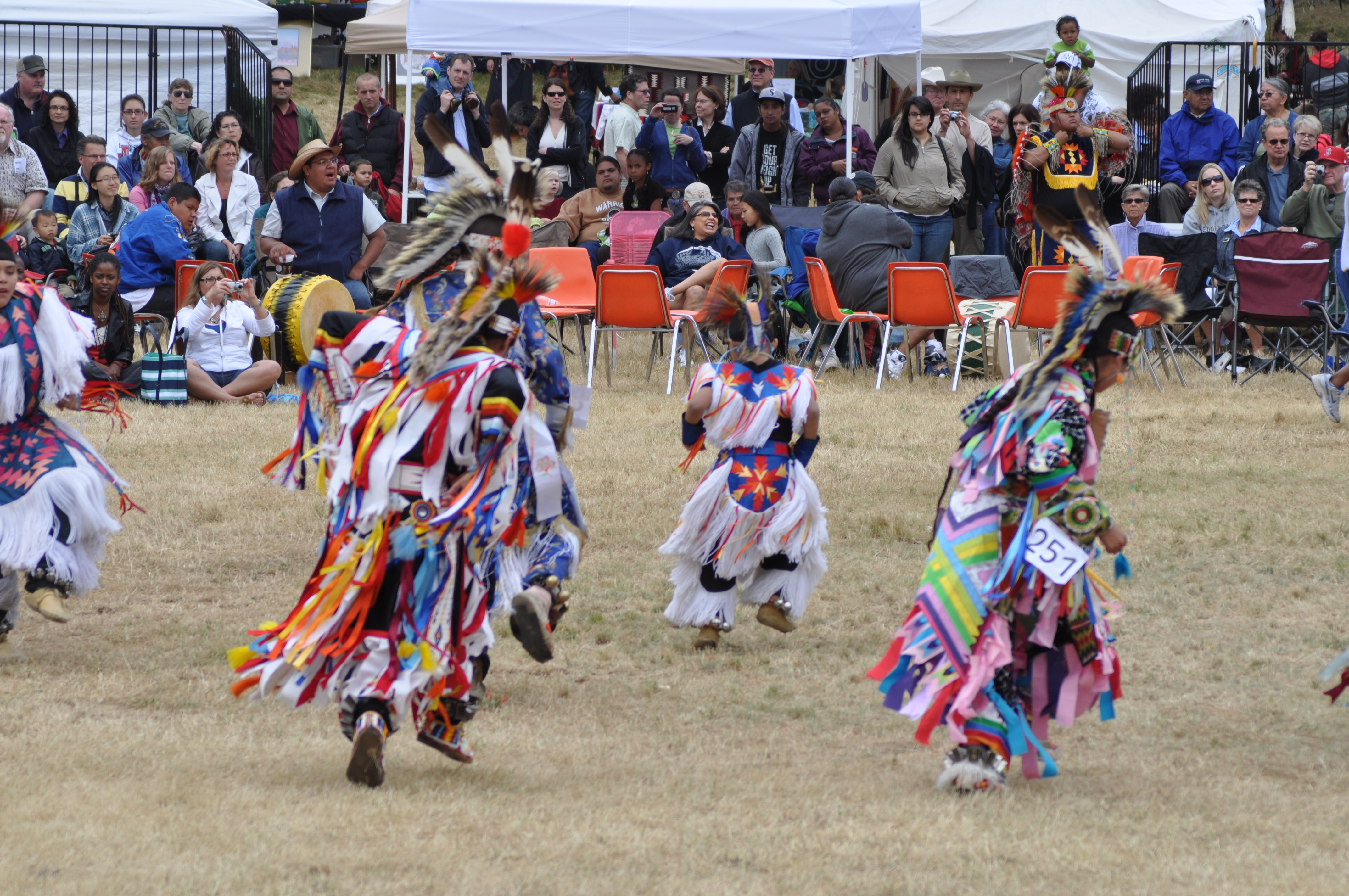
Danseurs de Grass Dance lors d'un pow-wow à Seattle en 2010.

Alors qu'il s'agissait à l'origine d'une manifestation guerrière ou spirituelle, les pow-wow ont pris une tournure festive et culturelle. Les pow-wow modernes sont généralement « intertribaux », c'est-à-dire que tout le monde peut participer. Ils sont aussi l'occasion d'organiser des concours de danse ou des foires pour l'artisanat traditionnel. Il semblerait que les pow-wow soient devenus l'un des principaux moyens de l'expression de l'identité amérindienne et de la sauvegarde de leurs cultures. Organisés tout d'abord dans les réserves, les pow-wow se sont multipliés et on en trouve par exemple dans les universités.
À Window Rock, en Arizona, le pow-wow de la fête de la nation navajo réunit chaque année des Indiens venus de tout le pays. Un jeune Cree, en costume traditionnel de parade, tient le drapeau des États-Unis comme pour revendiquer également son appartenance à l'Union.
La mairie d'Ornans, en Franche-Comté, en France, avec l'aide de l'Association Four Winds, organise tous les deux ans un pow-wow. Une cinquantaine d'amérindiens de différentes nations (Navajo, Lakota, Apache, Arapahoe, Seneca, Algonquins, etc.) font alors le déplacement pour célébrer leur pow-wow sur d'autres terres que les leurs. Cet événement unique en Europe a eu lieu pour la première fois en 1998 à Lausanne (Suisse). Depuis juin 2008 il a lieu en France. Appelé Danse avec la Loue, ce pow-wow établit un véritable pont entre deux cultures, deux histoires, avec un seul objectif : partager.

### Organisation

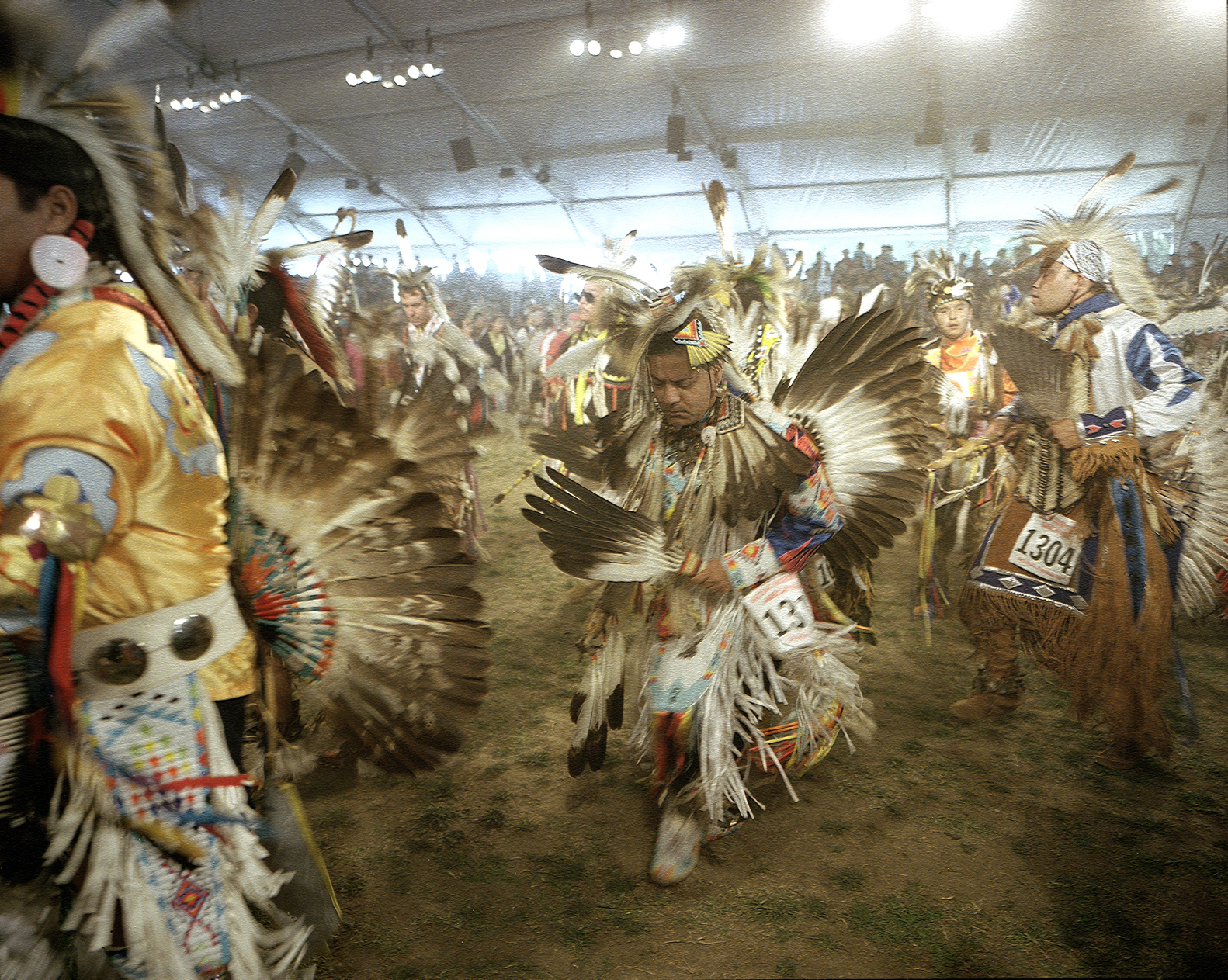
Pow-wow aux États-Unis, en 2002.

- Lieu : Les pow-wow peuvent se dérouler à l'intérieur, dans un gymnase par exemple, comme en plein air. Bien qu'il y ait des différences d'un site à un autre, on retrouve habituellement un cercle central où se déroulent les danses, appelé aréna de danse. Un espace particulier est réservé au comité organisateur, au directeur d'aréna, au maître de cérémonie et aux groupes de chanteurs. Des sièges pour les danseurs et leurs familles sont normalement situés à un endroit distinct du lieu où peuvent s'installer les visiteurs. Finalement, autour de ces espaces, des vendeurs d'artisanat et de nourriture s'installent pour vendre leurs produits.
- Comité organisateur : L’évènement est organisé par un comité qui doit planifier et organiser les aspects importants du pow-wow plusieurs mois à l'avance.
- Directeur d'aréna : Il est responsable du pow-wow. Il s'assure que les danseurs soient présents lors de leurs danses respectives, et que les chanteurs sachent quelle sorte de chants performer. Il est responsable des cérémonies particulières qui peuvent avoir lieu pendant le pow-wow, par exemple lorsqu'une plume d'aigle tombe par terre. Finalement, il s'assure que l'aréna de danse et les espaces réservés soient respectés par les visiteurs.
- Maître de cérémonie : Souvent appelé « MC », il parle au micro en s'adressant à tous et assure ainsi la cohésion à l'évènement. Il garde le public et les participants au courant de ce qui se passe, en annonçant les danses à venir ou en expliquant les traditions. Il est celui qui effectue les tirages et les compétitions spéciales. Les maîtres de cérémonie sont réputés pour leur humour et leurs appels à stimuler la foule ou les danseurs [8].

### Déroulement d'unpow-wow
Le déroulement d'un pow-wow obéit à des règles strictes et à une étiquette.

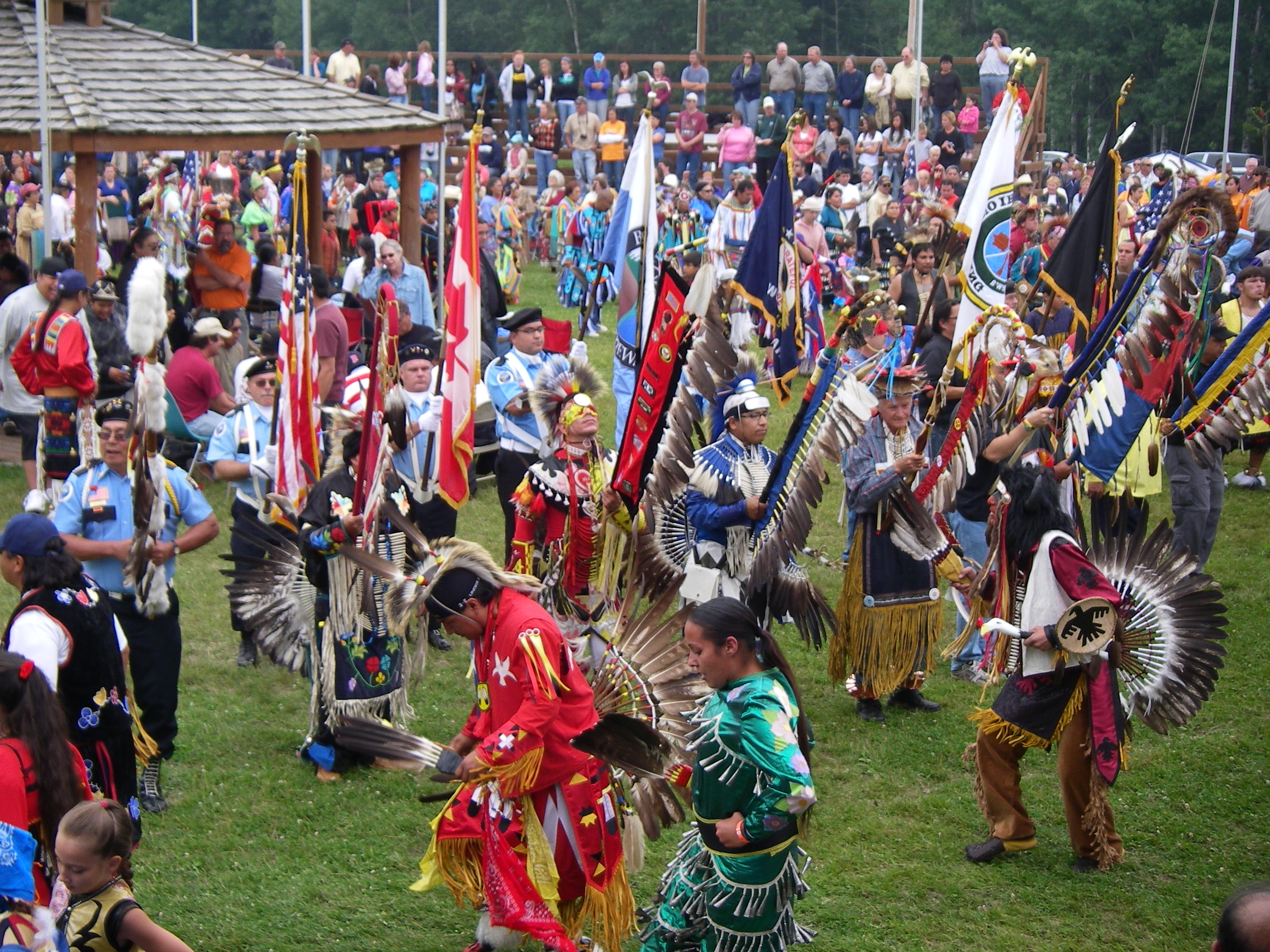
Porteurs de drapeaux et de staffs lors de la Grande Entrée au Lake Superior Chippewa Pow Wow sur la Réserve Indienne Grand Portage en 2009.

Un pow-wow commence par une cérémonie appelée la Grande Entrée, qui consiste en un défilé d'ouverture. Au son des chants et des tambours, les porteurs de staff (bâton orné représentant une tradition) ouvrent la grande entrée et sont suivis par les porteurs de drapeaux, les vétérans, les head dancers (meneurs de danse), et finalement tous les danseurs qui participeront au pow-wow. Une fois tous les danseurs présents dans le cercle de danse, les chanteurs exécutent deux chants d'honneur, soit un pour honorer les drapeaux, et l'autre pour honorer les vétérans. La Grande Entrée est clôturée par une prière faite par un aîné .
Plusieurs styles de danses se succèdent, les invités étant invités à participer à l'occasion de danses spécifiques, dites intertribales.
Il y a deux sortes de pow-wow : les pow-wow de compétition, et les pow-wow traditionnels. Dans un pow-wow de compétition, les meilleurs groupes de chant et les meilleurs danseurs sont sélectionnés par des juges et se méritent un prix en argent. Afin d'attirer l'attention des juges, les danseurs ont tendance à porter des regalia plus flamboyants. Les pow-wow traditionnels ne comportent pas de compétition, et mettent plus l'accent sur les cérémonies, les anciennes traditions et l'aspect spirituel.
Il est déconseillé d'utiliser le mot « costume » pour décrire les vêtements portés par les danseurs de pow-wow. Ce mot déplaît aux danseurs car il rappelle trop le fait « d'être costumé », et cette référence est offensante, car le danseur n'est pas en train de jouer un rôle, il est en train d'honorer qui il est. Le terme généralement utilisé pour les vêtements portés par les danseurs de pow-wow est regalia. Ces vêtements sont uniques, souvent confectionnés par le danseur ou sa famille, et ils revêtent une importance et une symbolique particulière, en plus d'un aspect sacré. Pour respecter l'étiquette des pow-wow, il faut se garder de les toucher sans la permission des participants.

### Les danses
Les danses de compétition ou d'exhibition sont classées en catégorie selon le style de danse et l'âge des danseurs. Bien qu'il existe de nombreux styles de danse, les plus répandus à travers l'Amérique du Nord sont les suivants:

#### Les danses d'hommes

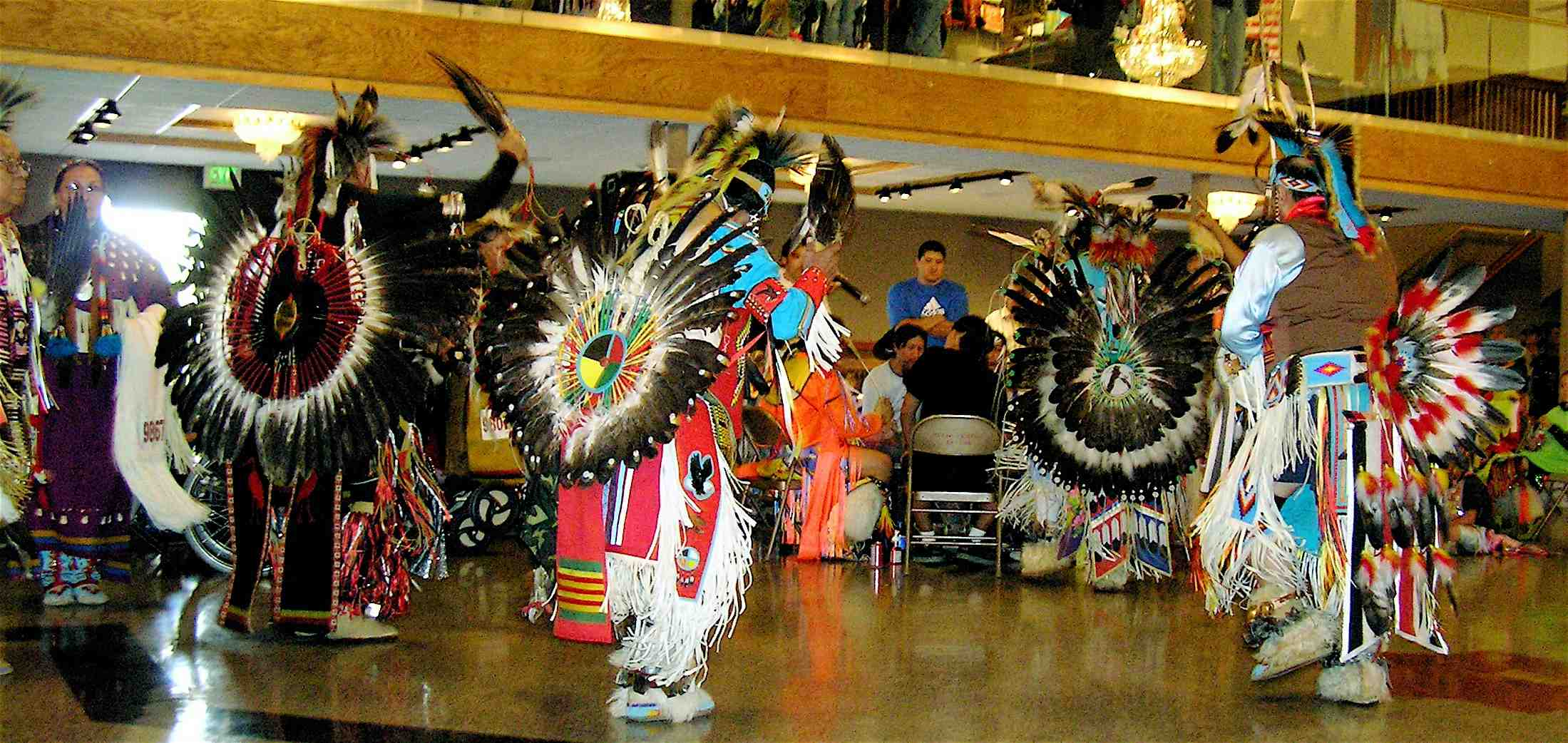
Danseurs traditionnels au Last Chance Community Pow Wow, en 2007, à Helena au Montana.

- Danse d'hommes traditionnelle : L'origine de cette danse remonte à une époque ancienne, où les guerriers et les chasseurs racontaient leurs accomplissements par la danse, rejouant leurs histoires de courage et de ruse, montrant la façon dont ils ont traqué l'ennemi ou la proie. Cette danse se pratique encore aujourd'hui et elle est populaire dans les pow-wow. Les regalia portés par ces danseurs comportent divers éléments qui rappellent les anciens guerriers, comme les pare-flèches en os, les boucliers et les colliers chokers[12].
- Grass Dance : Une des plus anciennes danses amérindiennes connues[13], c'est une danse de rythme, de grâce et de symétrie. Les danseurs portent des regalia couvertes de franges, faites de rubans, de bouts de tissu ou de laine. Leurs pas touchent doucement le sol, et ce qu'ils font avec un pied, ils le font ensuite avec l'autre. Ils utilisent aussi beaucoup de mouvements de tête, d'épaules et de bras, et plient leur corps. Leurs différents mouvements font bouger les franges qu'ils portent d'une façon à rappeler le mouvement des herbes dans la prairie. Bien que l'origine de cette danse ne soit pas clairement connue, elle vient probablement des Sociétés de Guerriers de la nation Omaha[14]. Les traditions orales amérindiennes racontent qu'autrefois, les danseurs de Grass Dance dansaient sur un site avant qu'une cérémonie ait lieu, afin de doucement coucher l'herbe des champs avec leurs pas de danse, et ainsi préparer le site à la cérémonie[15]. En souvenir de cette tradition, dans la plupart des pow-wow, il est demandé aux danseurs de Grass Dance de faire une danse pour ouvrir le pow-wow, avant même la Grande Entrée.

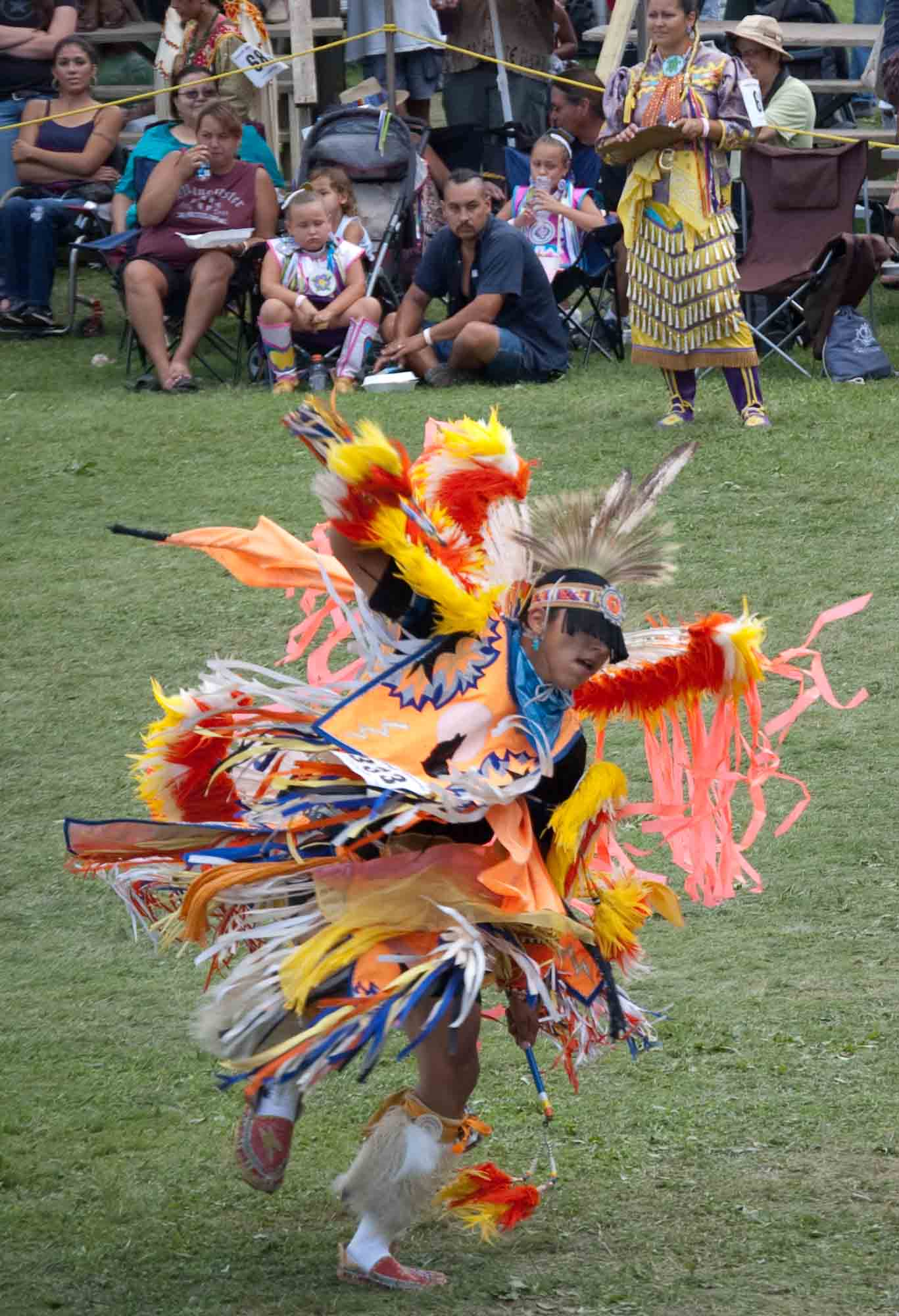
Danseur de Fancy Feather Dance lors du Six Nations Pow-wow, en Ontario, au Canada, en 2010.

- Fancy Feather Dance (aussi appelée Men's Fancy Dance) : Cette danse fut créée à la fin des années 1920, et on attribue son origine à la nation Ponca, en Oklahoma. C'était à une période où les danses autochtones étaient interdites au Canada et aux États-Unis, et où les Amérindiens vivaient sur des réserves, dans des conditions de vie souvent difficiles. Bien que cette danse soit inspirée par les danses de guerriers, elle s'en différait assez pour que les autorités de l'époque la trouvent acceptable et la tolèrent. Cette danse était exécutée pour plaire au public, elle se voulait donc spectaculaire, avec des pas rapides et même parfois des mouvements acrobatiques comme la roue, le grand écart ou la culbute arrière. Elle est devenue populaire dans des spectacles comme les Wild West Shows, et permettait aux Amérindiens de garder certaines traditions vivantes à une époque où leur identité et leur culture étaient menacées. Elle permettait même aux meilleurs danseurs d'apporter un revenu à la famille. Le premier champion mondial de Fancy Feather Dance est Gus McDonald, de la nation Ponca. L'origine des regalia traditionnellement portés pour cette danse est attribuée aux nations Kiowa et Comanche.
- Prairie Chicken Dance (aussi appelée Chicken Dance) : « Prairie Chicken » est le nom anglais du Tétras des prairies, un oiseau gallinacé bien connu pour ses danses spectaculaires. La tradition orale amérindienne raconte qu'un jeune chasseur affamé a vu ces oiseaux danser dans la prairie, et qu'il en a tiré un avec une flèche. Il a ramené l'oiseau à la maison pour partager le repas avec sa famille. Durant la nuit, l'esprit de ce Tétras est venu lui parler et lui a demandé pourquoi le chasseur l'avait tué. Le jeune homme lui a répondu que c'était pour nourrir sa famille. L'oiseau lui a alors enseigné sa danse, et il lui a demandé d'aller danser devant les siens et de leur apprendre cette danse, sans quoi, l'esprit du Tétras reviendrait pour prendre sa vie. Les nations Blackfoot et Cree réclament toutes deux être à l'origine de cette danse, et chez chacune de ces nations, il existe une Société Sacrée de danseurs de Prairie Chicken Dance, où les danseurs imitent les mouvements du Tétras des prairies[16]. Ces danses étaient tenues autrefois lors de cérémonies spirituelles organisées par ces Sociétés de danseurs, et elles le sont toujours. Toutefois, depuis plusieurs années, cette danse est entrée aussi dans les pow-wow et de nos jours, il existe des danseurs de Prairie Chicken Dance à travers l'Amérique du Nord, qui ne font pas nécessairement partie d'une Société Sacrée de danseurs.

#### Les danses de femmes

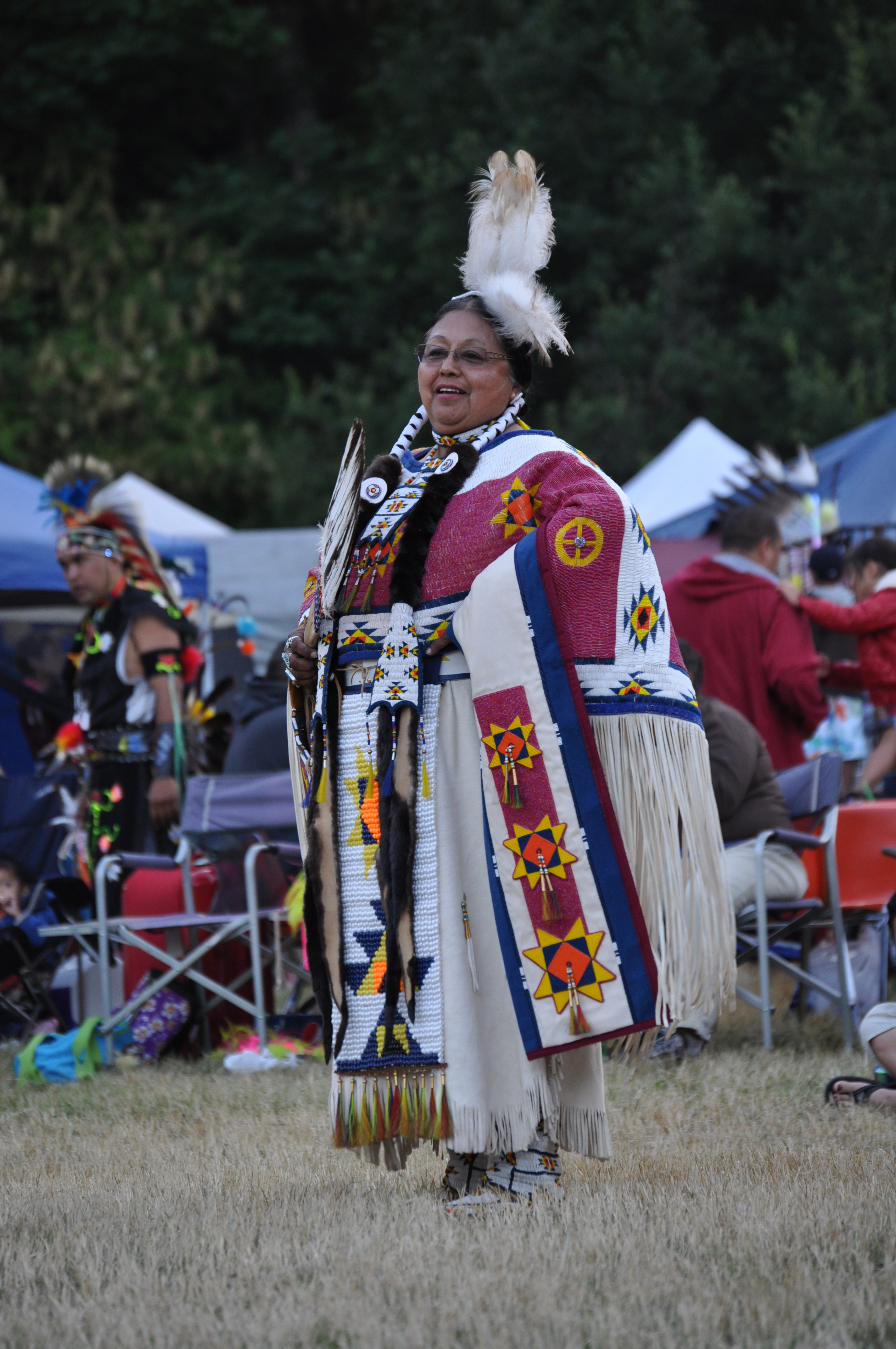
Danseuse traditionnelle au Seafair Indian Days Pow Wow, à Seattle, dans l'État de Washington, en 2009.

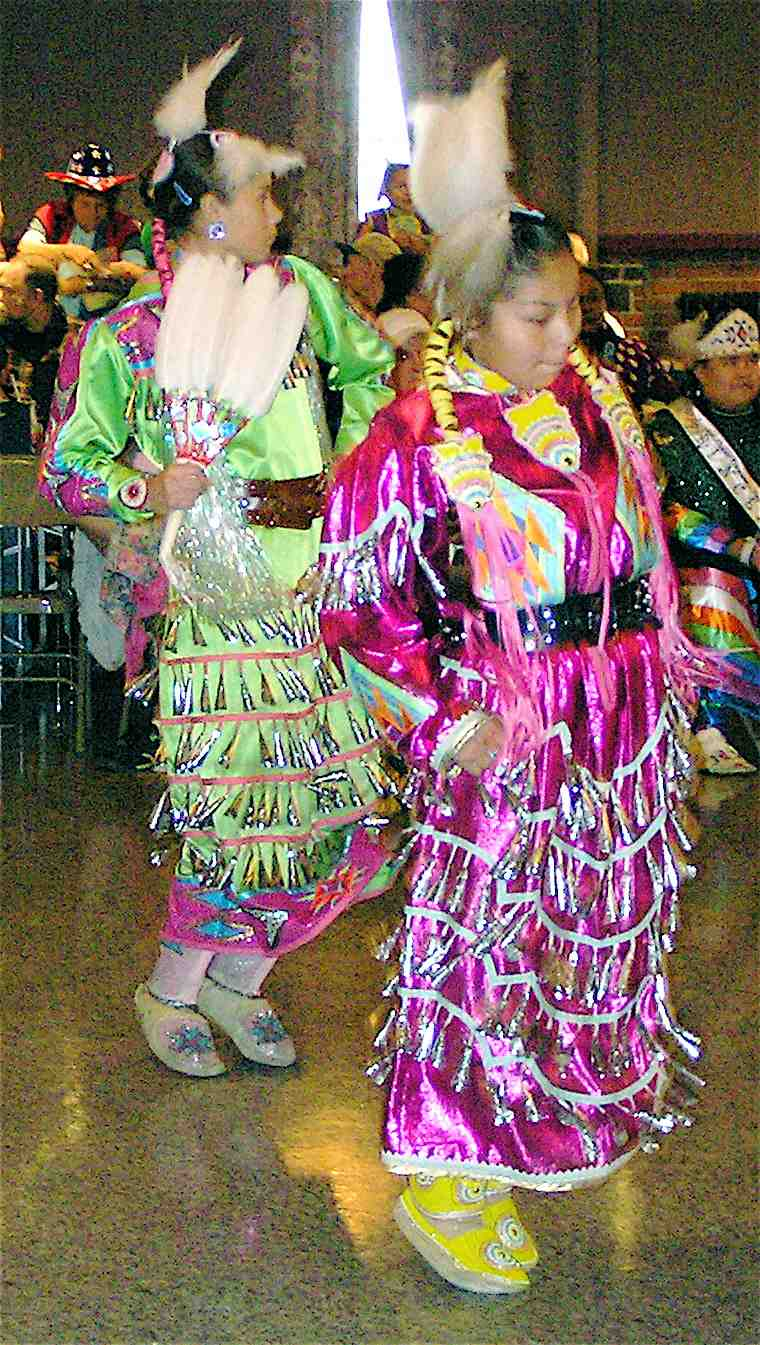
Danseuses de robe à clochettes au Last Chance Community Pow Wow, en 2007, à Helena au Montana.

- Danse de femmes traditionnelle : Cette danse est ancienne, et l'honneur qu'elle dégage démontre la valeur de la femme dans les sociétés amérindiennes traditionnelles. Divers éléments de la danse et des regalia rendent hommage au rôle de la femme en tant que porteuse de vie, et de celle qui prend soin du foyer et de la famille[17]. Les pas, précis et contrôlés, évoquent la grâce et la beauté. Traditionnellement, les robes des danseuses étaient confectionnées avec des peaux, et parfois avec des couvertes de laine.
- Danse de la robe à clochettes : (Jingle Dress Dance) Contrairement à ce que son nom indique, la robe de ces danseuses n'est pas ornée de clochettes, mais bien de cônes de métal, qui s'entrechoquent entre eux lors de la danse, ce qui fait son bruit de clochettes particulier. Ces cônes étaient traditionnellement faits de couvercles de boîtes de tabac[18], et de nos jours, des répliques de ces couvercles sont souvent utilisés. Les robes sont faites de tissu, et de 365  cônes de métal pour les 365 jours de l'année(1 par jour), qui sont attachés à la robe par des rubans. Les pas de la danseuse sont précis et près du sol. Il est important que les mouvements de danse fassent sonner les cônes de métal au rythme de la musique. La danse vient de la nation Ojibwé, et a été créée au début du XXe siècle. La tradition orale amérindienne raconte différentes versions sur son origine. Dans chacune des versions, un vieil homme reçoit lors d'un rêve des instructions pour cette danse : il voit comment faire les robes, quels pas doivent être dansés, quelle musique doit être jouée, et le fait que cette danse en est une de guérison[19]. Dans une version, le vieil homme confectionne quatre robes avec son épouse, et il demande à quatre femmes de les porter lors de la première danse. Dans une autre version, la petite-fille du vieil homme est très malade, et il confectionne une robe pour elle, qu'elle porte lors d'une danse. Il est dit qu'elle a retrouvé la santé après avoir dansé[20].

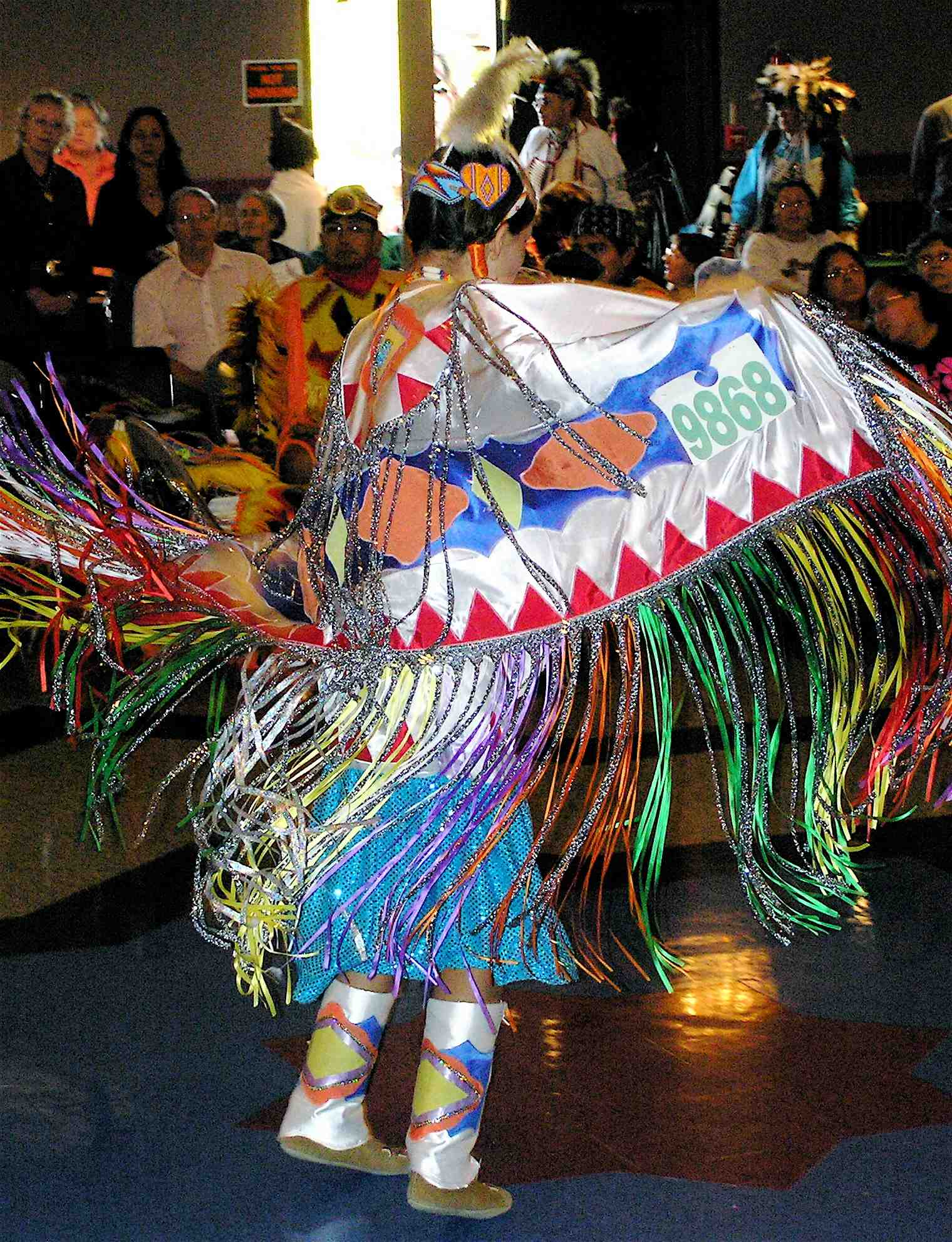
Danseuse de Fancy Shawl au Last Chance Community Pow Wow, en 2007, à Helena au Montana.

- Fancy Shawl (aussi appelée Women's Fancy Dance): Vers la fin des années 1930, les femmes ont adopté la danse d'hommes Fancy Feather, en portant des regalia comme ceux des hommes, et en exécutant les mêmes pas. Vers les années 1950, cette danse est devenue distincte de celle des hommes, tant par son exécution que par ses regalia. Les vêtements portés par les danseuses étaient simples, souvent constitués d'une robe et d'un châle orné de franges que les danseuses portaient sur les épaules. C'est une danse plus spectaculaire que les autres danses de femmes, les danseuses exécutant des sauts, des coups de pied et des tours rapides au rythme de la musique. Elles doivent toutefois le faire d'un mouvement fluide et avec une certaine grâce. La métaphore souvent utilisée pour décrire le Fancy Shawl est le papillon, les mouvements que la danseuse exécute avec son châle évoquant le vol d'un papillon. Les danseuses d'aujourd'hui portent souvent des regalia aux couleurs vives et brillantes, et aux motifs complexes.

#### Les danses mixtes

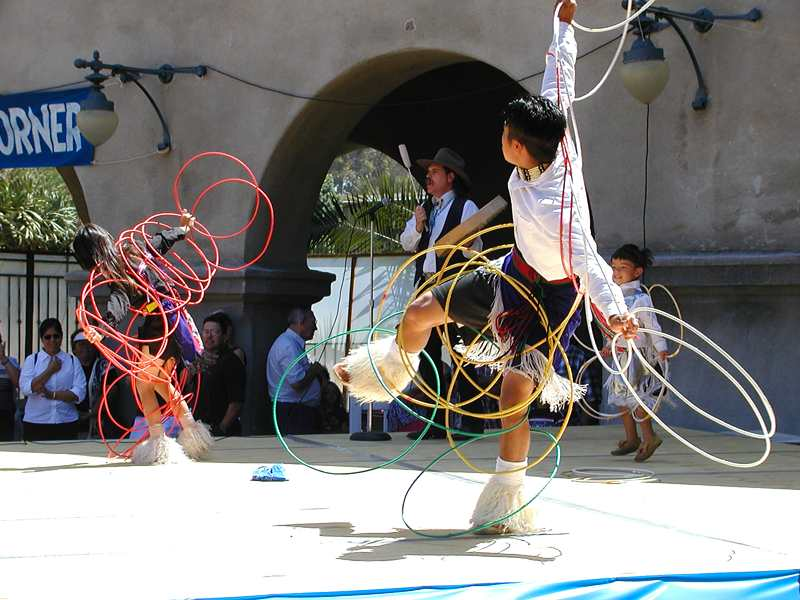
Danse des cerceaux.

- Danse des cerceaux (Hoop Dance) : C'est une danse qui est habituellement pratiquée en solo, et qui peut être exécutée pour une démonstration, ou dans le cadre d'une compétition. Alors qu'il danse sans s'arrêter, d'un pas s'accordant au rythme de la musique, le danseur exécute des positions et des formes avec des cerceaux, racontant ainsi une histoire. Les transitions entre ses positions doivent être rapides et fluides, et peuvent contenir des manipulations agiles des cerceaux. Il peut utiliser un seul cerceau, comme il peut en utiliser plusieurs dizaines. Les symboles représentés pendant la danse réfèrent souvent à la nature et aux animaux, et le cerceau lui-même est le symbole du cercle, très présent dans la culture amérindienne, qui représente le cycle de la vie. Dans la tradition orale amérindienne, certains attribuent l'origine de cette danse à la nation Anishinaabe, alors que d'autres l'attribuent à la nation Pueblo. Bien qu'au départ elle était exécutée seulement par des hommes, les femmes sont entrées comme participantes dans les compétitions de danse de cerceaux vers la fin du XXe siècle, et il est fréquent de nos jours de voir des femmes exécuter cette danse.
- Danses intertribales : il s'agit de danses, durant le pow-wow, où tout le monde peut participer, y compris le public, les non-autochtones, les gens ne portant pas de regalia.